# دوروثی گرینجر
دوروثی گرینجر (انگلیسی: Dorothy Granger؛ ‏ ۲۱ نوامبر ۱۹۱۱ – ۴ ژانویهٔ ۱۹۹۵) بازیگر اهل ایالات متحده آمریکا بود. گرینجر به خاطر مجموعه آثارش در فیلم‌های دو حلقه‌ای، به عنوان «ملکه فیلم‌های کوتاه موضوعی» شناخته می‌شد. با این وجود او در حدود ۱۰۰ فیلم بلند نیز نقش‌آفرینی نمود.

## گزیده فیلم‌شناسی
- پرونده قتل لورل-هاردی (۱۹۳۰)
- هیجان‌زده و مهارنشدنی (۱۹۳۰)
- یک عمل نیک (۱۹۳۱)
- ماه عسل سه‌نفره (۱۹۳۱)
- یک شب آرام (۱۹۳۱)
- به خنده‌ات ادامه بده (۱۹۳۲)
- دندان‌پزشک (۱۹۳۲)
- فریسکو جنی (۱۹۳۳)
- ماریتای بدجنس (۱۹۳۵)
- رومئو و ژولیت (۱۹۳۶)
- کمیل (۱۹۳۶)
- مدرسه هنرپیشگی (۱۹۳۸)
- در کالیفرنیای قدیم (۱۹۴۲)
- زن شهر (۱۹۴۳)
- فرزند خلف (۱۹۴۴)
- ماجرا (۱۹۴۵)
- جنوبی (۱۹۴۵)
- شهرستان رینتری (۱۹۵۷)